# San Martino Alfieri
San Martino Alfieri ist eine italienische Gemeinde in der Provinz Asti (AT), Region Piemont.

## Lage und Einwohner
San Martino Alfieri liegt knapp 16 km südwestlich von der Provinzhauptstadt Asti entfernt. Das Gemeindegebiet umfasst eine Fläche von sieben km² und hat 678 Einwohner (Stand 31. Dezember 2023). Die Gemeinde besteht aus den Ortsteilen Firano, Garibaldi, Quaglia, Marelli, Fagnani und San Martino Alfieri. Die Nachbargemeinden sind Antignano, Costigliole d’Asti, Govone und San Damiano d’Asti. 
Der Schutzpatron des Ortes ist San Martino.

## Kulinarische Spezialitäten
Bei San Martino Alfieri werden Reben der Sorte Barbera für den Barbera d’Asti, einen Rotwein mit DOCG Status, sowie für den Barbera del Monferrato angebaut.
Das „Castello dei Marchesi Alfieri“, eine stattliche Barockvilla am Standort einer älteren Burg, ist Zentrum des Weinguts Marchesi Alfieri, das seit 1696 produziert und bis heute im Familienbesitz ist.